# Illice roseiceps
Illice roseiceps är en fjärilsart som beskrevs av George Francis Hampson 1905. Illice roseiceps ingår i släktet Illice och familjen björnspinnare. Inga underarter finns listade i Catalogue of Life.